# Apogonia magnifica
Apogonia magnifica är en skalbaggsart som beskrevs av Conrad Ritsema 1897. Apogonia magnifica ingår i släktet Apogonia och familjen Melolonthidae. Inga underarter finns listade i Catalogue of Life.